# Dick Latessa
Richard (Dick) Latessa (Cleveland (Ohio), 15 september 1929 – New York, 19 december 2016) was een Amerikaans televisie- en theateracteur.

## Carrière
Latessa begon in 1968 met acteren op Broadway in het toneelspel The Education of H*Y*M*A*N K*A*P*L*A*N. Hierna heeft hij nog meerdere rollen gespeeld in toneelvoorstellingen en musicals zoals Follies, A Funny Thing Happened on the Way to the Forum, Cabaret en Hairspray. Voor zijn rol in het laatste toneelspel won hij een Tony Award in de categorie Beste Acteur in een Musical.
Latessa begon in 1968 met acteren voor televisie in de televisieserie Get Smart. Hierna heeft hij nog meerdere rollen gespeeld in televisieseries en films zoals True Blue (1989-1990), One Life to Live (1997), Stigmata (1999), Law & Order (1990-2003) en Alfie (2004).
Latessa werd 87 jaar oud.

## Filmografie

### Films
- 2010 A Buddy Story – als opa
- 2007 The Last New Yorker – als Ruben
- 2005 The Great New Wonderful – als Jerry Binder
- 2004 Alfie – als Joe
- 2003 The Event – als ome Leo
- 1999 Stigmata – als Gianni Delmonico
- 1998 Thicker Than Blood – als Ciccilone
- 1997 Better Than Ever – als mr. Mayhew
- 1996 The Substance of Fire – als mr. McCormack sr.
- 1993 Shattered Trust: The Shari Karney Story – als Jack Karney
- 1988 The Trial of Bernhard Goetz – als Hirsch
- 1986 Rockabye – als Malcolm Sterling
- 1985 Out of the Darkness – als Tom Messenger
- 1985 Izzy & Moe – als luitenant Murphy
- 1984 Pudd’nhead Wilson – als Creech
- 1983 Trackdown: Finding the Goodbar Killer – als Puliese
- 1982 A Question of Honor – als Charlie
- 1982 The Neighborhood - als Mort Manoff
- 1981 And They All Lived Happily After – als Paul Wescott
- 1979 The Family Man – als Fred
- 1976 Philemon – als Cockian

### Televisieseries
Uitgezonderd eenmalige gastrollen.
- 2007 The Black Donnellys – als pater Dufelt – 5 afl.
- 2002 – 2003 Law & Order – als bisschop Durning – 2 afl.
- 1998 Soul Man – als mr. Dunn – 2 afl.
- 1997 One Life to Live - als Neil Hayes - ? afl.
- 1996 Central Park West – als dr. Kyle Rose – 2 afl.
- 1990 Working It Out – als mr. Giamelli – 2 afl.
- 1989 – 1990 True Blue – als rechercheur Mike Duffy – 12 afl.

- Library of Congress Control Number: no98075354
- MusicBrainz: dda620d7-969c-4956-8baf-46862601cab5
- Virtual International Authority File: 53767930
- WorldCat: E39PBJv8KDjJyqfXx36Cd3BgKd